# A Noite (livro)
A Noite é a primeira obra dramática de José Saramago, lançada em 1979. A história passa-se na Redação do Jornal de Lisboa na noite de 24 para 25 de abril de 1974. 

## Personagens
- Abílio Valadares – Chefe da Redação
- Manuel Torres – Redactor da província
- Faustino – Contínuo
- Máximo Redondo – Diretor
- Rafael – Contínuo
- Esmeralda – Secretária da Redação
- Jerónimo – Chefe da Tipografia
- Fonseca – Redator parlamentar
- Guimarães – Redator do estrangeiro
- Josefina – Redatora
- Cardoso – Redator da cidade
- Cláudia – Estagiária
- Pinto – Redator desportivo
- Baltasar – Fotógrafo
- Afonso – Linotipista
- Damião – Compositor manual
- Monteiro – Redator
- Figueiredo - Administrador

## Resumo

### 1º Ato
A redação está em atividade e tentavam terminar o jornal. A notícia que têm preparada para a primeira página é sobre a Cultura e pertence ao Diretor. Ainda se encontravam indecisos se a notícia de Torres, que era sobre a Guarda, sairia no jornal.

### 2º Ato
Começam a ouvir-se boatos sobre a revolução, no entanto ninguém sabe quem está no seu comando. Começam a pensar alterar a notícia da primeira página, para o assunto de que se falava (a Revolução). Os administradores, Valadares e o Diretor pensam em cancelar a publicação do jornal e em avariar a rotativa, pois eram apoiantes de Salazar.
Os redatores acabam por decidir fazer duas edições: uma em que não sairiam notícias sobre o golpe de estado e outra em que falariam sobre as suspeitas da Revolução.
O Diretor é mais tarde acusado de fascismo por estar a proteger a PIDE. É confirmada a revolução e o teatro termina com os administradores e os redatores a oporem-se entre si, pois uns gritavam que a máquina havia de parar e outros defendiam que ela iria continuar a andar. 